# أفرو 536
أفرو 536 (بالإنجليزية: Avro 536)‏ هي طائرة منافع أنتجت في بريطانيا. من صناعة أفرو. كان أول طيران لها في 1919. انتهت خدمتها في 1930. صنع منها 26 طائرة.
كانت أفرو 536 والتصميم اللاحق لها أفرو 546 عبارة عن تطوير للطائرة العسكرية ذات السطحين أفرو 504، وتم تسويقها للاستخدام المدني في السنوات التالية للحرب العالمية الأولى. زودت بجناح بمساحة أكير، وبمحرك أقوى يستطيع رفع الطائرة بحمولة أربعة ركاب، يجلسون في صفين جنبا إلى جنب وراء مقاعد الطيارين.